# Focas (månekrater)
Focas er et lille nedslagskrater på Månen. Det befinder sig på Månens bagside, lige bag den sydvestlige rand. Det er et område, som lejlighedsvis bringes inden for synsvidde fra Jorden på grund af gunstig libration, men krateret ses da fra siden, så mange detaljer ikke kan observeres. Det er opkaldt efter den græsk-franske astronom Ionnas Focas (1909 – 1969).
Navnet blev officielt tildelt af den Internationale Astronomiske Union (IAU) i 1970.

## Omgivelser
Focaskrateret ligger i den brede dal mellem de ringformede bjerge Montes Rook mod nord og Montes Cordillera-bjergkæden mod syd. Disse bjergkæder danner en dobbelt ring omkring Mare Orientale nedslagsbassinet. Krateret findes imod den sydlige ende af dette kæmpemæssige landskabstræk, lige nord for Montes Cordillera. Focas er et ret isoleret krater, idet de nærmeste betydende kratere er kraterparret Wright-Shaler i nogen afstand mod øst langs samme indre rand af Montes Cordillera. 

## Karakteristika
Krateret er cirkulært, og kraterbunden dækker omkring halvdelen af dets diameter. Det er symmetrisk af form og udviser kun lette tegn på nedslidning langs randen. Kraterbunden indeholder ikke betydende formationer eller nedslag.

## Satellitkratere
De kratere, som kaldes satellitter, er små kratere beliggende i eller nær hovedkrateret. Deres dannelse er sædvanligvis sket uafhængigt af dette, men de får samme navn som hovedkrateret med tilføjelse af et stort bogstav. På kort over Månen er det en konvention at identificere dem ved at placere dette bogstav på den side af satellitkraterets midte, som ligger nærmest hovedkrateret. Focaskrateret har følgende satellitkratere:
| Focas | Længde  | Bredde  | Diameter |
| ----- | ------- | ------- | -------- |
| U     | 32,7° S | 98,5° V | 10 km    |

## Måneatlas
- Billeder af Focaskrateret i LPI-måneatlasset